# Dorell Wright

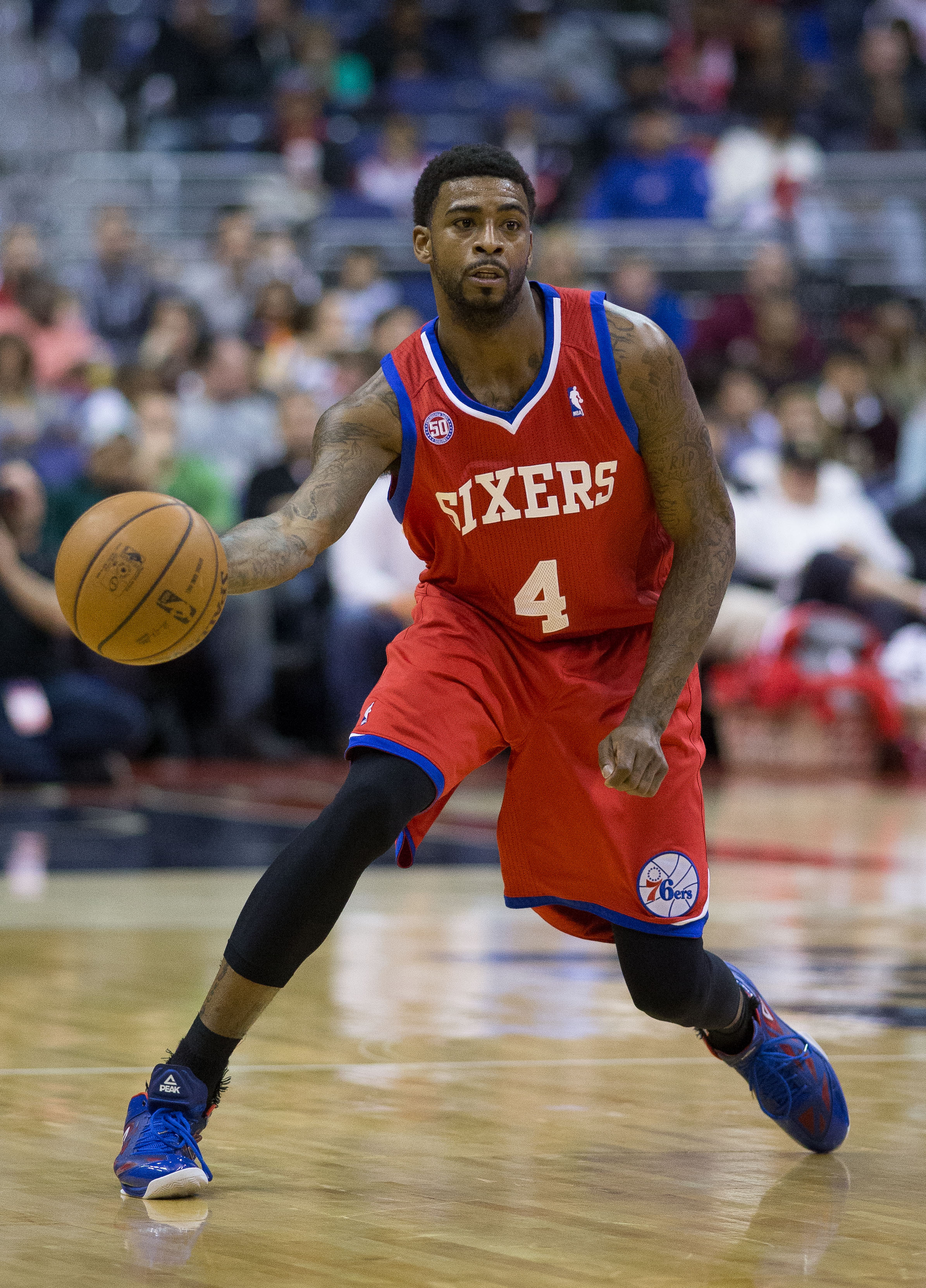
Wright atuando pelos Sixers em 2013

Dorell Lawrence Wright (Los Angeles, 2 de dezembro de 1985) é um jogador de basquete profissional norte-americano. Wright foi selecionado na primeira rodada do draft da NBA em 2004 pelo Miami Heat e conquistou o seu primeiro campeonato da NBA, pelo mesmo, em 2006. Atuou também pelo Golden State Warriors, Philadelphia 76ers e Portland Trail Blazers. Atualmente é um agente livre (sem time).